# Anastrangalia montana
Anastrangalia montana — жук из семейства усачей и подсемейства Усачики.

## Описание
Жук длиной от 9 до 12 мм. Время лёта жука с мая по июль.

## Распространение
Встречается на Крите, в Турции и Сирии.

## Экология и местообитания
Жизненный цикл продолжается два-три года. Кормовым растением является сосна (Pinus).